# Albert Namatjira
 (août 2023).
Si vous disposez d'ouvrages ou d'articles de référence ou si vous connaissez des sites web de qualité traitant du thème abordé ici, merci de compléter l'article en donnant les références utiles à sa vérifiabilité et en les liant à la section « Notes et références ».
Albert Namatjira, né le 28 juillet 1902 à Hermannsburg (Territoire du Nord) et mort le 8 août 1959 à Alice Springs, est l'un des plus célèbres peintres australiens. Aborigène, il était membre du peuple Arrernte de l'ouest, un peuple indigène de l'ouest des monts MacDonnell.
Il est surtout connu pour ses aquarelles de paysages du désert australien, un style qui a inspiré l'école Hermannsburg (en) d'art aborigène. Bien que son travail soit de toute évidence le produit de sa vie et de ses expériences, ses tableaux ne sont pas les œuvres symboliques du style traditionnel de l'art autochtone, mais des représentations richement détaillées. Il est également connu pour avoir été le premier aborigène du Territoire du Nord à se voir accorder la citoyenneté australienne (en), c'est-à-dire pour qui ont été levées les restrictions discriminatoires de la législation australienne qui faisait alors des Aborigènes des pupilles de l'État, faisant partie, jusque dans les années 1970, « de la faune et de la flore ».

## Biographie

### Jeunesse
À sa naissance, ses parents le prénomment Elea. En 1905, la famille emménage à la mission luthérienne d'Hermannsburg, près d'Alice Springs. La famille embrasse la religion chrétienne et les parents choisissent pour leur fils un nouveau nom de baptême chrétien : Albert. Après avoir reçu une éducation de style occidental à la mission, Namatjira retourne dans la brousse  à l'âge de 16 ans pour y recevoir l'initiation et la culture traditionnelle de la communauté Arrernte (dont il devient plus tard un des anciens). Il éprouve beaucoup d'amour et de respect pour ses terres d'origine, comme on peut le voir dans ses œuvres. Après son retour dans sa tribu, à l'âge de 18 ans, il épouse sa femme, Rubina. Cette dernière — comme son beau-père — ne fait pas partie du groupe de personnes que la tradition l'autorise à épouser et il viole donc la loi de son peuple en se mariant à l'extérieur du système traditionnel. Il est mis à l'écart de sa tribu pendant plusieurs années au cours desquelles il travaille comme chamelier et il visite beaucoup l'Australie centrale, qu'il représente par la suite dans ses tableaux.
Bien qu'ayant réalisé quelques petites peintures — qui n'étaient pas des œuvres d'art traditionnelles — dans sa jeunesse, il est initié à la peinture occidentale par une exposition de deux peintres de Melbourne, qui se tient à la mission d'Hermannsburg en 1934. L'un de ces peintres, Rex Battarbee (en), retourne dans la région lors de l'hiver 1936 pour y peindre les paysages et Albert Namatjira lui sert de guide pour lui montrer les paysages locaux. En retour, il apprend à faire des aquarelles, un art où il va rapidement exceller.

### Carrière artistique
Albert Namatjira commence alors à peindre, dans un style qui lui est unique. Ses paysages mettent en valeur à la fois en arrière-plan la robustesse des caractéristiques géologiques du paysage, et, en premier plan, la flore australienne avec de très anciens et majestueux gommiers blancs entourés de broussailles aux formes sinueuses. Son travail est caractérisé par une grande qualité d'éclairage faisant ressortir les détails du sol et la torsion des arbres. Ses couleurs sont similaires aux ocres que ses ancêtres avaient utilisés pour peindre les mêmes paysages, mais son style est apprécié des Européens car il se base sur l'esthétique de l'art occidental.
En 1938, sa première exposition a lieu à Melbourne et il y vend toutes ses œuvres. Il en est de même lors de ses expositions suivantes à Sydney et à Adélaïde. Pendant les dix ans qui suivent, Namatjira continue de peindre, ses œuvres continuant à se vendre rapidement et sa popularité ne cesse d'augmenter. La reine Élisabeth II devient l'une de ses admiratrices les plus notables : il reçoit la médaille du couronnement de la Reine en 1953 et il la rencontre à Canberra en 1954. Il devient très populaire, acclamé par la critique et très riche. Il est toutefois heureux de revenir dans l'outback. Au moins trois film ont été faits sur lui.